# Ecumenicus monohystera
Ecumenicus monohystera (syn. Dorylaimus gibbero-aculeatus) is een rondwormensoort. De wetenschappelijke naam van de soort is voor het eerst geldig gepubliceerd in 1930 door Kreis.